# Socha svatého Jana Nepomuckého (Doubrava)
Socha svatého Jana Nepomuckého stojí u místní komunikace do Karviné na katastrálním území Doubrava u Orlové v okrese Karviná v Moravskoslezském kraji, byla v roce 1964 zapsaná do Ústředního seznamu kulturních památek ČR.

## Historie
Socha svatého Jana Nepomuckého z šedého hrubozrnného pískovce v životní velikosti stojí u místní komunikace do Karviné. Podstavec byl vyroben v roce 1871, provedení sochy může být staršího data.

## Popis
Socha světce je umístěna na vysokém čtyřbokém podstavci, jehož trnož má profilovaný horní okraj. Na přední straně podstavce je reliéf dvou zkřížených ratolestí, které tvoří rámec vytesaného monogramu Panny Marie. Na bočních stranách podstavce nad trnoží je příložka stáčená do volut, zdobená reliéfní větévkou s květem. Krycí deska podstavce je profilovaná, na přední straně uprostřed vypnuta do oblouku. Výška podstavce asi 250 cm. Na přední straně trnože je letopočet MDCCCLXXI v rámu tvořeném rytou linkou. 
Světec stojí v kontrapostu pravé nohy a je oděn v tradičním šatě s biretem na hlavě. V náručí na levé straně drží kříž s korpusem Krista. V pravé ruce drží ratolest a přidržuje střední břevno kříže.